# Massimo Troisi
Massimo Troisi (San Giorgio a Cremano, 19 febbraio 1953 – Roma, 4 giugno 1994) è stato un attore, comico, regista, sceneggiatore e cabarettista italiano.
Principale esponente della nuova comicità napoletana nata agli albori degli anni 70 e soprannominato «il comico dei sentimenti» o il «Pulcinella senza maschera», è considerato uno dei maggiori interpreti della storia del teatro e del cinema italiano.
Formatosi sulle tavole del palcoscenico e naturale erede designato di Eduardo e Totò, fu accostato anche a Buster Keaton e Woody Allen. Cominciò la sua carriera assieme agli inossidabili amici del gruppo I Saraceni, divenuto La Smorfia, Lello Arena ed Enzo Decaro. Il successo del trio, inatteso e immediato, consentì al giovane Troisi di esordire al cinema con Ricomincio da tre (1981), il film che ne decretò il successo sia come attore che come regista. Dall'inizio degli anni ottanta si dedicò esclusivamente al cinema, interpretando 12 film, 5 dei quali diretti da lui stesso.
Affetto sin dall'infanzia da gravi problemi al cuore, morì prematuramente il 4 giugno 1994 all'Infernetto di Roma. La causa fu un attacco cardiaco, conseguente a febbri reumatiche. Il giorno prima aveva terminato la sua ultima pellicola, Il postino, per la quale sarebbe stato candidato nel 1996 ai premi Oscar per le categorie miglior attore e miglior sceneggiatura non originale.
Adoperò uno stile personale che esaltava una capacità espressiva verbale, mimica e gestuale con la quale combinava ruoli prettamente comici a quelli più riflessivi.
Troisi indicò al cinema italiano una via per un'escursione rivitalizzante con in più uno sguardo attento alla società italiana e alla Napoli successive al terremoto del 1980, alle nuove ideologie, al femminismo, all'autoironia crescente e all'affermazione della soggettività individualista. Con lui nacque il nuovo tipo napoletano dell'antieroe, vittima dei tempi moderni, personaggio fragile che riflette tuttora i dubbi e le preoccupazioni delle nuove generazioni.
Occasionalmente si distinse anche al di fuori della recitazione, lasciando altri contributi: scrisse infatti 'O ssaje comme fa 'o core, poesia messa in musica dall'amico Pino Daniele, un'allusione tanto alle patologie al cuore (comuni a Troisi e Daniele) quanto al romanticismo.

## Biografia

### L'infanzia e gli esordi a teatro
(Massimo Troisi)

Troisi con suo padre Alfredo

Massimo Troisi nacque a San Giorgio a Cremano, il 19 febbraio del 1953, quinto dei sei figli di Alfredo Troisi (1911-1999), ferroviere, e di Elena Andinolfi (1917-1971), casalinga. Nel 1951 la famiglia si trasferì al numero 31 di via Cavalli di Bronzo (lo stesso indirizzo che il padre del suo futuro personaggio Gaetano darà alla Madonna nella sua supplica serale in Ricomincio da tre) assieme ai nonni materni, uno zio e una zia con i loro cinque nipoti. Riscosse il suo primo successo nel mondo dello spettacolo ancora neonato, quando la madre Elena spedì una sua foto all'azienda alimentare Mellin, che lo scelse come testimonial per una campagna pubblicitaria del latte in polvere.

Troisi imita Pasolini

Colpito da bambino da febbre reumatica, sviluppò una grave degenerazione della valvola mitrale, complicata dallo scompenso cardiaco che gli sarà fatale. «Ricordo che rimanevo a letto, avevo 14, 15 anni e lucidamente, quasi come un adulto, sentivo che di là, in cucina, si stava parlando del mio problema, di cosa fare» dichiarò una volta in un'intervista, confessando come la gravità del suo problema di salute avesse turbato da sempre la sua esistenza. Nonostante i problemi di salute, di cui non amava parlare (solo i familiari e gli amici intimi ne erano a conoscenza), affascinato già da adolescente dall'arte, Troisi cominciò a costruirsi un futuro, scrivendo poesie e dedicandosi al teatro. Da giovanissimo vinse un premio locale di poesia ispirata alla figura di Pier Paolo Pasolini, uno degli autori che più apprezzava allora.

Un giovanissimo Troisi nei panni di Pulcinella in uno dei suoi primi spettacoli teatrali

Ad appena quindici anni, mentre frequentava l'istituto tecnico per geometri, esordì nel teatro parrocchiale della chiesa di Sant'Anna, vero prolungamento dello spazio domestico, insieme con alcuni amici d'infanzia, tra i quali Lello Arena, Nico Mucci e Valeria Pezza. Troisi era una persona molto timida e, almeno all'inizio, credeva di non essere capace di recitare sul palco, davanti a un pubblico. In seguito, stando là 'n coppa con le luci in faccia, senza vedere la gente che stava sotto a guardare, si accorse invece di sentirsi a proprio agio. Gli venne voglia di continuare e di cominciare a scrivere alcuni piccoli atti unici. L'esordio sul palco del teatro parrocchiale accadde per l'improvviso forfait di uno degli attori protagonisti. In quell'occasione conobbe Arena, destinato a diventare suo grande amico e principale "spalla" teatrale e cinematografica, ma soprattutto si affacciò alla commedia dell'arte, guadagnando un particolare apprezzamento del pubblico di San Giorgio a Cremano.
Nel febbraio del 1970 Troisi, assieme a Costantino Punzo, Peppe Borrelli e Lello Arena, mise in scena una farsa di Antonio Petito, 'E spirete dint' 'a casa 'e Pulcinella. Petito, uno degli ultimi grandi Pulcinella napoletani, affascinava molto i ragazzi, e in particolare Massimo, che nella celebre maschera intravedeva una forza nuova, nascosta. «Ho cominciato a scrivere io» raccontò Troisi. «Già scrivevo poesie, ma solo per me, poi ho cominciato a buttare giù canovacci e tra parentesi mettevo 'lazzi', quando si poteva lasciare andare la fantasia. A me divertiva proprio uscire coi 'lazzi', improvvisare, per poi tornare al copione. Era il momento del teatro alternativo d'avanguardia e tutti volevano usare Pulcinella. Rivalutarlo. C'era Pulcinella-operaio, e cose del genere. A me questa figura pareva proprio stanca. Pensavo che bisognasse essere napoletano, ma senza maschera, mantenere la forza di Pulcinella: l'imbarazzo, la timidezza, il non sapere mai da che porta entrare e le sue frasi candide». Troisi cominciò a vestire i panni di Pulcinella in spettacoli domenicali, ma, deciso a staccarsi dal canovaccio secentesco per entrare negli schemi d'intrattenimento della comicità moderna, si decise a portare in scena il proprio materiale.
Con gli amici del teatro, il gruppo "Rh-Negativo", composto tra gli altri da Renato Barbieri, Lello Arena, Peppe Borrelli, Costantino Punzo, Pino Calabrese, Lucio Mandato, Gennaro Torre, Gaetano Daniele, ai quali si aggiunse qualche tempo dopo Enzo Decaro, recitò in diversi spettacoli. Il primo fu Crocifissioni d'oggi, in cui Troisi si firmò – insieme con Beppe Borrelli – per la prima volta come autore e regista, raccontando delle lotte operaie, di ragazze madri, di emigrazione e di aborto. A questo spettacolo seguì, tempo dopo, Si chiama Stellina, commedia brillante in due atti di Troisi. Il parroco della chiesa di Sant'Anna li invitò a trovare un nuovo spazio più idoneo dove poter rappresentare quelle tematiche d'avanguardia sociale. Così il gruppo affittò un garage in via San Giorgio Vecchio 31 dove venne fondato il Centro Teatro Spazio. Qui inaugurarono un tipo di teatro che attingeva alla farsa napoletana e al cabaret. Il consenso del pubblico ottenuto al teatro non compensava però lo stile di vita dell'artista e dei suoi compagni: il gruppo, durante gli inizi spesso non veniva neanche pagato e recitava quasi esclusivamente per gusto e per passione. Non potevano neanche permettersi abiti eleganti e accessori raffinati. Il tutto era quindi svolto in maniera volutamente grossolana, con Troisi sempre in calzamaglia nera o, comunque, con abiti semplici, e con scene e costumi piuttosto scarni ed essenziali.
Nel 1976 il ventitreenne Troisi si sottopose a un intervento alla valvola mitrale a Houston, negli Stati Uniti d'America. Alle spese del viaggio contribuì una colletta organizzata, tra gli altri, dal quotidiano di Napoli Il Mattino. L'intervento, eseguito da Michael E. DeBakey, uno dei più famosi e importanti cardiochirurghi di sempre, ebbe esito positivo e l'attore, quando rientrò in Italia, riprese immediatamente l'attività teatrale con gli amici di sempre.

### Anni settanta: l'esordio televisivo conLa Smorfia
Nel 1977 il gruppo (rinominato I saraceni) si assottigliò e rimasero oltre a Troisi, solo Arena e Decaro. Il trio si presentò al Sancarluccio di Napoli, che per un improvviso forfait di Leopoldo Mastelloni dovette ricorrere a una sostituzione. Lo spettacolo ottenne un grandissimo successo, specialmente tra il pubblico giovanile.

Il trio la Smorfia in una foto degli anni settanta

Il nome La Smorfia fu dato al gruppo da Pina Cipriani, direttrice del San Carluccio, che alla domanda: «Ma come vi chiamate?» ricevette, per l'appunto, in risposta da Massimo una smorfia, richiamando in questo modo una delle principali tradizioni napoletane: l'interpretazione dei sogni e la risoluzione di questi in numeri da giocare al lotto. La cosa risultò talmente simpatica che, anche per scaramanzia, i tre adottarono questo appellativo.
Dopo alcuni spettacoli al Teatro Sancarluccio di Napoli e ad altri sui palcoscenici di tutta Italia, nonché alla trasmissione radiofonica Cordialmente insieme., il gruppo ebbe un rapido successo che gli consentì di approdare al cabaret romano La Chanson, dove furono notati da Enzo Trapani e da Giancarlo Magalli, rispettivamente regista e autore dei testi del programma televisivo Non stop.. 
Dopo essere stati sottoposti ad alcuni "esami", il trio esordì in televisione, ottenendo ottimi consensi e un successo nazionale.
Troisi utilizzò la televisione per parlare di sé, e con questo già la attaccò come organo di informazione e di intrattenimento che semplificava eccessivamente le esigenze dell'individuo e che limitava la creatività santificando le convenzioni.
L'attore chiese di esibirsi senza garantire al pubblico televisivo un guadagno in termini informativi. Scelse una nuova collocazione marginale nei confronti dei codici televisivi: smontava le scalette dei presentatori e ironizzava su ciò che si erano messi d'accordo di dire prima di andare in onda. Dichiarò: «Pecché a me, stare in uno studio, con le telecamere..., me dà l'idea di una finta. Pure quando è in diretta me pare 'a cosa più registrata possibile».
Dal 1979 all'inizio degli anni ottanta, il trio de La Smorfia mise in scena una vasta gamma di sketch in cui vennero presentate le caricature, abilmente costruite, dei più diversi tipi umani e sociali. Usando battute giocate sull'espressività di più linguaggi, da quello verbale a quello mimico-gestuale, e ironizzando su tutto, dalla religione alle tematiche sociali più disparate, La Smorfia cercò di fuggire dal luogo comune di Napoli per ottenere consensi dal profondo, giocando sui pudori, sulla timidezza, su quello che in realtà sulla scena veniva sottinteso, piuttosto che detto. Ciò determinò il grande successo del trio che, dopo l'esordio con "Non stop", approdò anche in "Luna Park", il programma del sabato sera condotto da Pippo Baudo, prima di sciogliersi definitivamente agli albori degli anni ottanta.
«Mentirei se dicessi che l'intesa è venuta meno solo sul piano artistico», dichiarò Troisi in un'intervista. «In effetti si erano create anche delle divergenze sul piano dei rapporti umani, specialmente tra me e Decaro. Siamo fatti diversamente, non so chi abbia ragione, ma al punto in cui eravamo occorreva un out definitivo. Poi c'è stato anche il fatto che non riuscivo più a scrivere mini atti per tre. Diciamo la verità: La Smorfia mi limitava. Per me che intendo dire tante cose, era come muovermi in un cerchio chiuso. Avrei potuto adagiarmi, tirare avanti per altri 4-5 anni e fare un sacco di soldi».
Del trio restano memorabili gli sketch dell'Annunciazione, quando Troisi vestiva i panni dell'umile moglie di un pescatore scambiato da un Lello Arena Arcangelo Gabriele per la Vergine Maria, o quella di Noè in cui l'attore napoletano cercava, con una furfanteria tutta infantile, di ottenere dal Patriarca (Arena) il permesso di salire sull'Arca, provando a spacciarsi per un animale immaginario, il minollo, sentendosi dire da Cam (Decaro): "Già ci stanno!" riprova con altri animali inventati, i rostocchi.

### Anni ottanta: il passaggio al grande schermo

#### Il debutto cinematografico:Ricomincio da tre(1981)
(Massimo Troisi)
Un mese prima del suo esordio cinematografico, Troisi fu chiamato da Gianni Ravera come ospite comico al Festival di Sanremo. Troisi, però, destò vive preoccupazioni nella Rai che non voleva ripetere il caso Benigni dell'anno prima, quando il comico toscano aveva fatto irritare la Chiesa appellando Giovanni Paolo II con il termine di "Wojtylaccio". Nel pomeriggio della finale i testi preparati da Troisi vennero letti dagli organizzatori: l'attore avrebbe dovuto scherzare su argomenti "intoccabili", tra cui l'Annunciazione e il Presidente della Repubblica Sandro Pertini, in visita ai terremotati dell'Irpinia. Ma soprattutto Troisi manifestò l'intenzione di voler improvvisare: «Prenderò di mira i soliti bersagli» - annunciò - «il potere verso il quale noi meridionali tremiamo. Comunque deciderò quando sarò in onda».
La Rai propose al comico di tagliare le parti scabrose, di riscrivere tutto l'intervento riducendo al minimo l'improvvisazione, di fare un solo intervento e non tre. Troisi non ci pensò due volte e, dopo una celebre intervista nella quale ironizzava sul divieto impostogli di trattare argomenti delicati, affermando «sono indeciso se portare una poesia di Pascoli o di Carducci», annullò solo mezz'ora prima dalla diretta in Eurovisione la sua partecipazione come ospite al Festival di Sanremo, regalando solo un piccolo spettacolo ai giornalisti accorsi in hotel per intervistarlo.
All'inizio degli anni ottanta l'industria cinematografica italiana stava attraversando una fase critica: allo scarso afflusso di pubblico nelle sale andava ad aggiungersi la brutta sensazione del prosciugamento delle idee. In un tale frangente fu agevole per Troisi il passaggio dal piccolo al grande schermo, ma le prime proposte non lo allettarono: «C'era tutta una fascia della commedia che non si sa come chiamare, che non aveva più niente a che vedere con la grande Commedia all'Italiana, che veniva a offrirmi film. Io, forte del fatto che facevo teatro, ero contento di fare le mie cose, e per l'imbarazzo di dover fare quello che mi proponevano, ho sempre rifiutato. Ho letto diversi copioni scoraggianti e poi non mi piaceva come questa gente si presentava».

Con Ricomincio da tre Troisi inaugurò un lungo sodalizio artistico con Anna Pavignano (a destra), che sopravvisse anche alla fine della loro relazione sentimentale; insieme scrissero le sceneggiature di tutti i film dell'attore partenopeo eccetto Non ci resta che piangere.

Nel 1981 i produttori Fulvio Lucisano e Mauro Berardi alla ricerca di nuovi talenti scommisero sulle doti comiche di Troisi e, dato che era in procinto la produzione di un film diretto da Luigi Magni e basato sulla storia di re Franceschiello, gli proposero il ruolo del protagonista. La pellicola non vide mai la luce, poiché Magni accantonò quasi subito il progetto. Berardi, però, voleva lavorare a tutti i costi con l'artista napoletano e si ripresentò da lui proponendogli di scrivere, interpretare e dirigere un film tutto suo. Nel giro di un anno, con l'aiuto di Anna Pavignano, e Ottavio Jemma, Troisi completò la sceneggiatura di Ricomincio da tre.
La trama della pellicola è incentrata su Gaetano, interpretato dallo stesso Troisi, un giovane napoletano che, stanco della vita provinciale fatta di famiglia, di banali uscite con gli amici e di un alienante lavoro come venditore ambulante, decide di trasferirsi a Firenze in cerca di nuove esperienze. Il personaggio esprime la condizione di un giovane degli anni ottanta in una realtà particolare, quella della Napoli del dopo terremoto e in un momento storico in cui le donne rivendicano la propria affermazione mettendo in crisi l'identità maschile. Al giovane Gaetano, che da Napoli approda a Firenze, tutti chiedono se sia emigrante, in ossequio a una tradizione socio-culturale che vuole i giovani del Sud perennemente in cerca di fortuna nelle città più settentrionali dell'Italia, e Gaetano ci tiene a precisare che un napoletano può viaggiare anche per vedere nuovi luoghi, fare nuove esperienze ed entrare in contatto con una realtà diversa, come sta facendo lui, non necessariamente per emigrare.
Il film fu girato in 6 settimane con un budget di 400 milioni di lire, uscì nelle sale italiane il 12 marzo 1981 e conquistò immediatamente il pubblico (14 miliardi di lire al botteghino), tanto che una sala di un cinema di Porta Pia, a Roma, tenne in cartellone lo spettacolo per più di seicento giorni. Troisi fu la rivelazione della stagione cinematografica italiana. Vinse diversi riconoscimenti per la regia e per la sua interpretazione di Gaetano, due David di Donatello, tre Nastri d'argento e due Globi d'oro. Alcuni critici lo acclamarono come il «salvatore del cinema italiano», mentre altri lo accostarono ai due storici maestri del cinema partenopeo, Totò e Eduardo, accostamenti che Troisi stesso, con grande modestia e umiltà, rifiutò: «No, a me sembra anche irriverente fare questo paragone. Ma non lo dico per modestia, perché non si fa il paragone con Totò o con Eduardo, questa è gente che è stata trenta-quaranta anni e quindi ci ha lasciato un patrimonio».

#### Il ritorno televisivo (1982) e la riconferma conScusate il ritardo(1983)

Troisi insieme con gli amici Lello Arena, Renzo Arbore, Maurizio Nichetti e Roberto Benigni, tutti presenti nel mediometraggio Morto Troisi, viva Troisi!

Nel 1982, chiamato da Rai 3, all'interno della serie Che fai... ridi?! che presentava la generazione dei nuovi comici italiani, Troisi costruì il film Morto Troisi, viva Troisi! in cui inscenò la sua morte prematura e dove la sua carriera venne narrata postuma. Il film è costruito sulla falsariga di un documentario televisivo, con un collage delle varie apparizioni del regista e spezzoni del suo film e delle sue interpretazioni in teatro. Troisi, parlando di sé e della propria morte, sovverte la narrazione introducendo elementi ironici e grotteschi, come, ad esempio, l'apparizione di Roberto Benigni, finto napoletano, che finisce con il parlare male del morto, Marco Messeri travestito da cavallo arabo, o Lello Arena nelle vesti di angelo custode.

Troisi sul set di Scusate il ritardo

Nel 1982 partecipa, come soggettista e attore, nei panni di sé stesso, al film di Ludovico Gasparini No grazie, il caffè mi rende nervoso, al fianco di Lello Arena. Nel film Troisi è l'attesissimo ospite del Primo Festival Nuova Napoli ed è l'obiettivo principale del personaggio interpretato da Arena, un maniaco assassino intenzionato a uccidere chiunque partecipi all'ambito festival. Nel finale del film viene brutalmente ucciso dal maniaco, legato a un organetto che suona ad alto volume Funiculì funiculà (che è anche il nome d'arte che il personaggio di Arena si è scelto per meglio indicare la sua missione) con la bocca tappata con un pezzo di pizza.
Nel 1983 firmò la sua seconda pellicola, Scusate il ritardo. Le riprese cominciarono a Napoli il 20 settembre 1982 e vennero ultimate la prima settimana di novembre, ma il film uscì solo il 7 marzo 1983, a due anni di distanza dal primo. Troisi dimostrò subito di essere un autore scomodo per il sistema consolidato del cinema, in quanto realizzava pellicole quando ne aveva voglia, quando ne sentiva veramente l'esigenza. «Se ti perdi un film di Troisi» - dichiarò - «non succede niente, te lo puoi vedere tranquillamente tra due anni, oppure lo puoi perdere e ne vedi un altro». Il titolo della pellicola è un riferimento sia al troppo tempo trascorso dal film precedente, del 1981, sia ai diversi tempi dell'amore e alla non sincronia dei rapporti di coppia. Nel film Troisi interpreta Vincenzo, un uomo titubante, timoroso di tutto ciò che potrebbe essere, di tutto ciò che potrebbe accadere. L'indecisione e la superficialità amorosa caratterizzano a fondo questo personaggio tanto emblematico quanto reale. Questa pellicola forse è quella maggiormente autobiografica: non vi si racconta infatti qualcosa che parte della sua vita, ma è l'espressione dei dubbi, dei timori e delle poche convinzioni dell'uomo Troisi. Il personaggio di Vincenzo è simile nei caratteri al Gaetano del film precedente, ma più timido e impacciato.
Con Scusate il ritardo Troisi ricrea anche una serie di personaggi-tipo, onnipresenti nel teatro di sempre; per esempio l'amico di Vincenzo, Tonino, interpretato da Arena, richiama in un certo senso il personaggio del vinto d'amore, già presente nella letteratura greca e latina. Il tema principale di Scusate il ritardo è infatti l'amore, il rapporto, tanto difficile, tra un uomo e una donna, tanto difficile soprattutto quando poi uno dei due, in questo caso Anna, interpretata da Giuliana De Sio, cerca nel partner una sicurezza, un amore che non potrà ricevere. Probabilmente è l'opera migliore di Troisi, timoroso di non bissare il grande successo ottenuto da Ricomincio da tre. La grande forza con cui egli scava all'interno del suo corpo, ma soprattutto della sua anima, conferisce al film un eccezionale spessore tematico, oltre a quello artistico.
Nel 1987, grazie al pareggio casalingo contro la Fiorentina, il Napoli allenato da Ottavio Bianchi vinse il suo primo scudetto e i tifosi esposero in una strada di Napoli un grande striscione azzurro con scritto Scusate il ritardo, parafrasando e rendendo omaggio così alla pellicola di Troisi.

#### Le collaborazioni con Benigni, Scola e Mastroianni (1984-1988)

Troisi con Benigni sul set di Non ci resta che piangere

Nel 1984 uscì Non ci resta che piangere, scritto, diretto e interpretato con l'amico Benigni. La pellicola narra le vicende di due amici che vengono catapultati, per uno strano scherzo del destino, nel lontano 1492. Molte le varie avventure in cui i due si trovano coinvolti, tra le quali il disperato tentativo di impedire la partenza di Cristoforo Colombo e la Colonizzazione delle Americhe. Il film nacque in un primo momento come la storia di due amici innamoratisi della medesima donna; motivo che li avrebbe poi portati a un violento litigio. Ma l'idea risultò giustamente banale ai due, nonché a Giuseppe Bertolucci, che condivise con loro il ruolo di sceneggiatore. Una volta poi accordatisi sulla trama, apparentemente semplice e lineare, Troisi e Benigni elaborarono la pellicola sull'improvvisazione; non esisteva un vero e proprio copione ma invece una sorta di canovaccio per qualche scena.
Il costo di soli tre miliardi di lire per nove settimane di lavorazione (anche se ne erano previste otto) fruttò più di cinque miliardi di lire soltanto per quanto riguardava le prime visioni. Più di un miliardo di biglietti assicurarono al film di raggiungere la vetta della classifica degli incassi di quella stagione, scavalcando film come Ghostbusters e Indiana Jones e il tempio maledetto. La coppia Troisi-Benigni funzionò a tal punto da essere accostata al duo Totò e Peppino come ripartizione dei caratteri: Benigni, tracotante ed esuberante, viene accostato al principe De Curtis, mentre Troisi, più mugugnone e titubante, a Peppino. La stesura della lettera al Savonarola richiama quella mitica scritta dai due napoletani in Totò, Peppino e la... malafemmina, non solo per quanto riguarda le battute, ma anche per l'efficace estro umoristico.
In un periodo in cui gli altri comici della sua generazione (Grillo e Benigni) facevano monologhi diretti contro i politici della prima Repubblica, Troisi aveva un altro modo di fare satira, meno aggressivo eppure efficace. «Evito di fare satira politica» - dichiarò l'attore - «perché se ti limiti a dire che Andreotti è gobbo e Fanfani è corto rischi di fare il loro gioco». Il suo atteggiamento nei confronti dei potenti era solo in apparenza accondiscendente, ma in realtà ne metteva in luce le principali magagne attraverso una satira intelligente, pacata, ficcante, e molto lungimirante.
Negli anni ottanta, intervistato da Pippo Baudo, Troisi espresse il desiderio di avere Andreotti come padre: «Mo, mo' ci sarà mio padre che mi sta guardando ma io ce lo dico: papà, se Andreotti mi diceva io sono tuo padre io ero contento. Io avrei voluto Andreotti come padre. Andreotti è ingenuo, dai, è buono, è uno con il quale un figlio può fare un sacco di cose. Andreotti è uno che, oh, sta da quarant'anni in Italia, sono successi delitti, mafia, servizi segreti deviati, stragi, non si è mai accorto di niente». Sul grande schermo, con Le vie del Signore sono finite, Troisi sfruttò l'ambientazione storica del film per una battuta fulminante su Mussolini: «Per far arrivare i treni in orario, se vogliamo, mica c'era bisogno di nominarlo capo del governo, bastava farlo capostazione».

Troisi con Ettore Scola e Marcello Mastroianni sul set del film Che ora è

Nel 1986 recitò in un piccolo ruolo nel film diretto da Cinzia TH Torrini, Hotel Colonial, girato in Colombia. Troisi interpretò un traghettatore napoletano emigrato in Sudamerica che aiuta il protagonista nella ricerca del fratello. L'anno successivo interpretò e girò Le vie del Signore sono finite, ambientato durante il periodo fascista. Il film segnò un passaggio importante nella sua evoluzione artistica. La qualità della regia, infatti, risultò molto migliorata, con soluzioni tecniche più raffinate e con un ritmo meno frammentato, dovuto anche alla migliore utilizzazione della macchina da presa, meno statica rispetto ai film precedenti. Troisi interpreta il ruolo di Camillo Pianese, un invalido "psicosomatico", assistito dal fratello Leone (l'inseparabile amico di sempre Marco Messeri), lasciato dalla sua donna e che si trova a consolare un suo amico, malato autentico e innamorato della stessa donna senza essere ricambiato. Il film vinse il Nastro d'argento alla migliore sceneggiatura.
A causa di una crisi cardiaca, rifiutò di interpretare un Pulcinella di Stravinskij in uno spettacolo teatrale diretto dal regista Roberto De Simone. Nel triennio seguente collaborò come attore con Ettore Scola in tre film, i primi due con Marcello Mastroianni. Nel 1988 girò Splendor (1988), in cui interpretò il proiezionista Luigi, sognatore incapace di comprendere perché la gente non vada più al cinema. La pellicola non andò bene al botteghino ed è considerato dalla critica una delle prove peggiori di Scola. L'anno successivo fu protagonista di Che ora è (1989), incentrato sui rapporti conflittuali tra padre e figlio, interpretati rispettivamente da Mastroianni e Troisi. L'insolita coppia, stavolta, si aggiudicò ex aequo la Coppa Volpi per la migliore interpretazione maschile alla Mostra del Cinema di Venezia e instaurò una profonda e sincera amicizia.

### Anni novanta: gli ultimi lavori

#### L'ultima collaborazione con Scola (1990) e l'ultima regia (1991)
Nel 1990 collaborò per l'ultima volta con Scola nel film Il viaggio di Capitan Fracassa, che collegò la commedia all'italiana alle antiche radici della commedia dell'arte, in cui recitò nel ruolo di Pulcinella. Nel 2014 Scola raccontò di un progetto mancato, di un film quasi pronto e che poi non si concretizzò per la decisione dell'autore di non farsi più finanziare da Medusa. Troisi avrebbe dovuto interpretare un personaggio di nome Ettore, mentre il titolo della pellicola doveva essere Un drago a forma di nuvola.

Troisi dirige Francesca Neri sul set di Pensavo fosse amore... invece era un calesse

L'ultimo film che Troisi scrisse, diresse ed interpretò è Pensavo fosse amore... invece era un calesse del 1991, con Francesca Neri e Marco Messeri. Con questo film Troisi decise di dar corpo a un'idea che aveva in mente da diverso tempo, come dimostrano le diverse incursioni sull'argomento nei suoi precedenti lavori: fare un film dove si parlasse esclusivamente di amore. Troisi analizza i sentimenti della coppia moderna e le difficoltà di portare avanti un legame tra un uomo e una donna. Forse fu il film che più di tutti mise a nudo l'interiorità dell'attore, le sue realtà più intime. I protagonisti, Tommaso e Cecilia, interpretati rispettivamente da Troisi e dalla Neri, si amano e si lasciano ripetutamente per poi tornare insieme, ma in realtà si sentono troppo diversi per riuscire a sposarsi ed essere felici. Proprio quando sono sul punto di farlo, nelle ultime sequenze del film, lui non trova il coraggio di presentarsi in chiesa: preferisce mandarle un biglietto per darle appuntamento in un bar vicino. Un calesse in opposizione all'amore, che Troisi immaginò quale unico fatto di governo della società che decise di proporre al pubblico, non ha ragione precisa (lo stesso regista lo ribadì più volte), eppure l'efficacia del contrasto sta proprio nell'aver accostato una parola così ricca di significati come amore a un'altra solo apparentemente senza senso come calesse.

#### Il postinoe la morte prematura
(Luca Delgado, 081 - il romanzo)
Durante le riprese di Scusate il ritardo il giornalista John Francis Lane, a nome del regista Michael Radford, incontrò Troisi per parlargli di Another Time, Another Place - Una storia d'amore (1983), un film sulla storia d'amore tra una massaia scozzese e un prigioniero napoletano sul finire della seconda guerra mondiale. All'epoca Troisi non se la sentì di girare un film all'estero (solo nel 1987 partecipò a Hotel Colonial), e con un regista esordiente come Radford. Più tardi, presa visione dell'ottimo lavoro del regista, gli telefonò per confessargli di ritenere di aver perso una grande occasione; i due divennero amici e si promisero di fare un film insieme, ma dovettero passare alcuni anni prima che si presentasse l'occasione giusta. Questa arrivò quando Nathalie Caldonazzo, ultima compagna di Troisi, gli regalò il libro Ardiente Paciencia, dello scrittore cileno Antonio Skármeta, edito in Italia da Garzanti con il titolo Il postino di Neruda, che narra la nascita di una grande amicizia tra un postino e il famoso poeta cileno Pablo Neruda. Dopo averlo letto, Troisi ne rimase entusiasta, e ne acquistò i diritti per realizzarne una versione cinematografica. Successivamente, propose a Radford di dirigere il film, ma stavolta fu il cineasta britannico a prendere tempo. Troisi riuscì a convincerlo con un piccolo inganno, dicendogli che si era nel frattempo rivolto a Giuseppe Tornatore (regista all'epoca reduce dal grande successo di Nuovo Cinema Paradiso).

Troisi sul set de Il postino

La sceneggiatura fu scritta principalmente da Troisi, Radford e Furio Scarpelli. I tre si incontrarono nell’estate del 1993 a Los Angeles per ultimarla. Troisi approfittò del suo soggiorno negli Stati Uniti d'America per recarsi a Houston ed eseguire un controllo sanitario prima dell'inizio delle riprese, nell'ospedale dove si era operato 17 anni prima. Il responso delle analisi fu infausto: Troisi apprese con sorpresa di doversi sottoporre con urgenza a un nuovo intervento chirurgico, perché entrambe le valvole al titanio che gli erano state impiantate si erano deteriorate, ritrovandosi quindi costretto a ritardare l'inizio delle riprese, inizialmente previsto per l'autunno dello stesso anno. Durante l'operazione, Troisi ebbe un infarto, ed i medici riuscirono a tenerlo in vita solo faticosamente; rimase in ospedale un mese e mezzo, e in questo periodo i medici gli consigliarono come migliore soluzione il trapianto. Coraggiosamente, Troisi decise di girare il film prima. Le riprese cominciarono nel marzo 1994 a Cinecittà, poi proseguirono prima a Salina e poi a Procida, l'isola che Troisi considerava in grado di suscitare «le emozioni giuste attraverso i suoi posti e la sua gente», per concludersi infine di nuovo a Cinecittà. Il postino, nel quale il ruolo di Neruda è affidato a Philippe Noiret, è ambientato tra il 1951 e il 1952, periodo in cui Neruda visse in esilio in Italia, ma è ben poco fedele al romanzo di Skármeta, apportando molte modifiche alla storia e cambiando completamente il finale.
Le condizioni di Troisi peggiorarono giorno dopo giorno, al punto da costringerlo a farsi sostituire da una controfigura nelle scene più faticose. In un'intervista, l'attore Renato Scarpa dichiarò che Troisi disse «questo film lo voglio fare con il mio cuore». L'attore rivelò di amare particolarmente questa pellicola, al punto da considerarla parte della sua stessa vita. Per questa ragione e per l'accoglienza che gli era stata riservata dai procidani durante le riprese sull'isola, si impegnò a offrire il film in anteprima nazionale proprio in un locale di Procida; di questa proiezione non poté però essere spettatore, in quanto morì nel sonno poche ore dopo la fine delle riprese, il 4 giugno 1994, a Roma, nella villa della sorella Annamaria, all'Infernetto, stroncato all'età di 41 anni da un attacco cardiaco conseguente all'ennesimo episodio di febbre reumatica.
Il funerale è stato celebrato nella chiesa di Sant'Antonio, il 6 giugno, a San Giorgio a Cremano, e le sue spoglie sono conservate nel locale cimitero insieme a quelle della madre e del padre.
Dopo la sua morte, Il postino ottenne un grandissimo successo, sia in Italia sia negli Stati Uniti d'America, e fu candidato a cinque premi Oscar (tra i quali uno come miglior attore a Troisi, che diventò il quarto interprete di tutti i tempi a ricevere una candidatura per l'Oscar postumo), ma dei cinque si concretizzò solo quello per la migliore colonna sonora (scritta da Luis Bacalov).

## Tecnica e stile

### Il teatro e il cinema "troisiano"
Troisi aveva una tecnica e uno stile originale e fresco, mai portato in scena da nessun altro comico prima di allora. Attraverso il teatro, l'attore partenopeo cercò di mettere la vita parrocchiale in diretto contatto con i problemi più scabrosi della realtà, spezzando il filo che la legava al quieto vivere dell'esistenza familiare: «Penso che la religione, così come la famiglia, sia un potere difficile con cui convivere, un potere modificante. Mi accorgo che parlare di religione come miracolo, come Lourdes, è una mia costante. C'è in quasi tutte le cose che ho fatto, anche quando questo argomento non era calcolato. Perché ho sempre sentito la religione come un fatto strano, esagerato». La particolarità del movimento d'integrazione di Troisi nei luoghi sociali si manifestò ancora, sotto altri aspetti e negli specifici orizzonti linguistici, quando incontrò per via professionale il teatro e il cinema. L'attore entrò in un sistema infrangendone tutte le parti, con la sua storia, i suoi concetti, le sue regole, rifiutandone progressivamente gli ingranaggi che rivelano la corrispondenza tra un certo linguaggio e i valori al potere. Tale rifiuto si esprime attraverso le figure del distacco critico e della revisione ironica. Il risultato è una messa in crisi del concetto di fede (non solo quella religiosa, ma soprattutto quella nella società, nella parola, nei valori...).
Nel teatro era una sorta di Pulcinella moderno non solo perché accentuava nella figura l'idea del polliciniello (pulcino) che si mette di lato rispetto alla società e alla cultura, ma anche perché i suoi ruoli sembravano aver assimilato le trasformazioni a cui è andata incontro la maschera nel corso dei secoli. Significative sono le parole di Federico Salvatore sul paragone tra l'attore partenopeo e la celebre maschera napoletana: «Massimo è Pulcinella senza maschera. A parte che Pulcinella è stato, nel pieno del suo vigore, della sua vita centrale, censurato, e ha operato lo stesso senza maschera. Per me Troisi rappresenta il Pulcinella che porta. Poiché Pulcinella è stato internazionale, Pulcinella è stato francese, Pulcinella è stato inglese, Pulcinella ha superato il Volturno. Massimo ha fatto la stessa cosa, l'unico napoletano con la napoletanità che ha superato il Volturno, quindi per me rappresenta un'ultima possibilità che abbiamo avuto, da un punto di vista teatrale e cinematografico, di superare, di uscire dallo stereotipo della napoletanità, fine a sé stessa».

#### La telecamera fissa
L'esordio di Troisi dietro la macchina da presa nel 1981 indicò al cinema italiano una via per un'escursione rivitalizzante, riconducendo nel cinema l'energia del teatro. In Morto Troisi, Viva Troisi c'è una scena assai significante per comprendere l'impianto ideologico del cinema troisiano. Troisi è un elettricista di una troupe televisiva. Lo vediamo mentre sgombra un giardino dai riflettori e, con sua grande sorpresa, s'accorge che la telecamera, rimasta incustodita, è stata lasciata accesa. Continua a fare il suo lavoro, finché, raccolto il coraggio, si avvicina all'obbiettivo e comincia a smozzicare insicuro il suo discorso. Comincia a parlare di certi soldi del Belice, di cui il presidente della Repubblica, Pertini, aveva denunciato la scomparsa, puntando il dito sulla sua povera famiglia devotamente riunita davanti al televisore per ascoltare il messaggio del Capo dello Stato. In questo discorso, Troisi lascia intendere che il Presidente avrebbe dovuto avere il coraggio di mostrare la schiena agli italiani per rivolgersi direttamente ai suoi ministri.
Il cinema di Troisi è appunto l'inserzione dell'ordinario, del quotidiano stupefatto e stupefacente, dell'incoscienza delle sue leggi, della corporeità dell'esistenza domestica negli spiragli che alle volte il Sistema, momentaneamente scollato, lascia aperti. Il soggetto non è solo l'immagine di chi dalla periferia conquista un insperato spazio d'espressione, è un soggetto anomalo, necessariamente estraneo allo stesso sistema dello spettacolo del potere. Non a caso l'elettricista Troisi termina il suo intervento chiamando "fetenti" gli attori che ormai hanno abbandonato la scena.

Troisi sul set di Non ci resta che piangere

Alcuni critici parlarono negativamente del Troisi regista, accusandolo di non conoscere le tecniche cinematografiche e di non muovere abbastanza la macchina da presa, permettendo dialoghi troppo spediti e a volte incomprensibili. La macchina fissa per Troisi è l'allusione a una visione che non è la nostra, che è esterna a noi, che appartiene a un dispositivo meccanico che non dobbiamo pretendere di dominare, ma che dobbiamo avere il coraggio di lasciare in funzione quando è al di fuori della nostra portata, in modo che non sia il movimento della macchina a decidere i nostri movimenti, ma noi stessi, semplicemente rimanendo tali, a mettere la macchina da presa al nostro servizio.

#### L'antieroe
Con le sue pellicole, Troisi cercò di inseguire una forma espressiva che indicasse una nuova strada al cinema italiano e spazzasse via i vizi della commedia decadente. Per questa ragione decise di affrontare nuove tematiche e rompere i soliti cliché della vecchia commedia. Nei suoi film non esistono più i personaggi partenopei «disoccupati, latin lover o camorristi» che sono maestri nell'arte dell'arrangiarsi. Al loro posto c'è l'antieroe che è timido, di una timidezza a tratti quasi adolescenziale. All'eloquio facile e battagliero oppone le balbuzie, le frasi monche, gli interrogativi senza risposte, il linguaggio mille volte più espressivo delle mani e degli occhi. Che si trattasse di timidezza simulata o vera poco importa. Sta di fatto che questo nuovo napoletano appare come uno che lotta con gli stereotipi imposti dalla napoletanità tradizionale: il napoletano che vuole viaggiare, non emigrare, cercando inutilmente di ribadire il concetto a chi si ostina a cucirgli addosso quell'etichetta. A muoverlo non è la ricerca del lavoro ma il desiderio di conoscenza, il desiderio di venire a contatto con altre realtà, diverse da quella triste e rinunciataria del Sud al quale appartiene. Il napoletano di Troisi non è per le grandi battaglie, per i gesti estremi, allo scontro preferisce la fuga, ma sempre intesa come protesta, come trasgressione.
Nonostante il tentativo di lottare contro gli stereotipi napoletani, Napoli è presente nelle opere di Troisi, ma non come realtà specifica o come fenomeno particolare: piuttosto, come frammento di una realtà di più ampio respiro che varca i confini regionali. È lo specchio dello smarrimento esistenziale, del crollo delle ideologie, delle sopraffazioni, delle ingiustizie, di una inaccettabile rassegnazione, che appartengono al vissuto di tutti, non solo dei napoletani. I personaggi interpretati da Troisi parlano napoletano, ma secondo l'attore, avrebbero potuto parlare qualsiasi altro dialetto: «Il mio personaggio parla napoletano e la gente dice: - È Napoli, ecco il napoletano - e invece secondo me questo è un personaggio che parla napoletano, che si vede che tutta la sua esperienza, tutta la sua cultura viene da Napoli, però ha una visione più generale perché il personaggio forse poteva pure essere torinese». Gaetano, il protagonista di Ricomincio da tre è dall'altra parte, l'antieroe per eccellenza, l'uomo che, pur volendo prendere decisioni, non ci riesce. Così è anche Vincenzo di Scusate il ritardo, così Camillo di Le vie del Signore sono finite, così Tommaso di Pensavo fosse amore... invece era un calesse.
I personaggi di Troisi, poi, si muovono, in una società nella quale le donne hanno preso coscienza della loro parità con gli uomini e, talvolta, della loro superiorità. I personaggi femminili dei film di Troisi colpiscono per la loro decisione nell'affrontare la vita e finiscono per gettare nello sconcerto una generazione di maschi travolta dal femminismo, ma incapace di staccarsi da una tradizione troppo radicata. Se Marta di Ricomincio da tre è ancora legata a una certa idea di femminismo, Anna di Scusate il ritardo è forse la figura più disponibile al cambiamento, un'immagine così fragile e ideale a cui l'uomo, stupido e stupito, non avrà la forza di credere e che non riuscirà a seguire. E poi c'è Cecilia di Pensavo fosse amore... invece era un calesse, femminilità totale, rischiosa, fisica e ossessiva, messa di fronte al problema di regolamentare il matrimonio, i sentimenti e di codificarli nel linguaggio. La donna di Massimo cerca di riconquistare la femminilità dopo averla vista imbrattare dalla società e dalla frangia misogina e maschilista della commedia cinematografica.

### La questione della lingua
Troisi suscitò grande interesse, non solo per il suo eccezionale senso del palcoscenico, ma soprattutto per il suo singolare linguaggio quasi afasico, dai ritmi sincopati, fatto di improvvisi rallentamenti e subitanee accelerazioni, pieno di pause, inciampi, borbottii. Questo era da una parte legato all'attualità e dall'altra impegnato a superarne gli stereotipi, a trascendere dalla realtà, strozzando la parola ed estraendo il ritmo della melodia, il suono del senso. Il linguaggio, una delle caratteristiche del teatro e del cinema di Troisi, è usato nelle sue opere con estrema forza: il napoletano, vera e propria lingua, caratterizza un'appartenenza storico-geografica fondamentale per la poetica e l'espressività dei suoi film.
La parlata di Troisi è come una "lingua confidenziale", con la quale l'attore napoletano si sentiva a suo agio. Agli esordi Troisi ritenne prioritaria la questione della comprensibilità del suo linguaggio e perciò continuò a parlare unicamente in napoletano, nonostante all'epoca gli elementi "dialettali" venivano proposti con intransigenza ed estremismo. Troisi non se ne curò molto e affermò più volte, nel corso di interviste o apparizioni televisive, di saper parlare unicamente in lingua napoletana e che, comunque, era una scelta dettata dal voler mantenere le proprie radici culturali intatte. Ad esempio si ricorda l'intervista per Mixer di Isabella Rossellini, nella quale la giornalista chiese a Troisi: «Ma perché parli sempre in napoletano?» ricevendo da quest'ultimo la risposta: «Perché è l'unico modo in cui so parlare, io mi sforzo a parlare italiano ed è giusto che anche voi vi sforziate a capire il napoletano». In seguito, Troisi ebbe l'urgenza di evolvere il suo stile in modo da non risultare troppo scontato, per questo la presenza del napoletano dai suoi film dopo Non ci resta che piangere si affievolisce, fino a scomparire quasi del tutto negli anni '90. Troisi quindi, realizza una lingua "italiana popolare", che possa soprattutto comunicare ad un pubblico molto più vasto, ma comunque tenendo sempre la sua Napoli nel cuore.

### Ispirazioni
Per i suoi film e sketch, Troisi prese molte volte ispirazione dalla sua famiglia. L'attore milanese Renato Scarpa raccontò che la comicità di Troisi scaturiva dalla famiglia stessa dell'attore, e ne sono una prova i moltissimi aneddoti che la madre raccontava ai suoi figli dopo essere tornata dal mercato. Ricorrenti sono anche le apparizioni televisive in cui Troisi parlava della sua famiglia, sottolineando le caratteristiche di alcuni dei suoi familiari, specialmente il nonno e la nonna, che lui stesso definiva i “capocomici”. Anche ne La Smorfia, Troisi si ispira alla sua famiglia per realizzare alcuni sketch. Ad esempio, nello sketch Il basso, Troisi racconta:

Franco Acampora con Troisi sul set di Scusate il ritardo. Nella pellicola Acampora interpreta il fratello di Vincenzo, un famoso attore comico. Troisi dichiarò che questo era un personaggio autobiografico.

A Pippo Baudo rivelò come la battuta fosse ispirata a un fatto reale riguardo a suo nonno al quale, invece di mescolare i flaconcini con la medicina e quelli con l'acqua distillata, la nonna iniettò solamente quest'ultima: nonostante l'errore, il nonno diceva di sentirsi meglio. Anche nei suoi film, Troisi si è ispirato alla sua famiglia per realizzare nuovi personaggi o situazioni: ad esempio, in Ricomincio da tre la scena del matrimonio della sorella, interpretata da Cloris Brosca, si ispira davvero al matrimonio della sorella dell'attore, mentre in Scusate il ritardo, il personaggio del fratello che fa l'attore comico di successo (interpretato da Franco Acampora) era un personaggio autobiografico.

#### Troisi ed Eduardo
Troisi parlava di Eduardo come del suo maestro spirituale, e non è noto quanto le sue dichiarazioni dipendessero dal punto di vista degli intervistatori e quanto da una sua personale convinzione. Sicuramente Eduardo rappresentava per il giovane attore il profeta che affascina e al quale non si ha il coraggio di avvicinarsi, ma anche, più intimamente, il maestro che improvvisamente smette di bacchettare e si mette a spifferare consigli: «Un bel giorno, quando ormai ero sottoposto alle torture delle interviste, mi sono accorto che avevo voglia di citare il maestro Eduardo De Filippo. Non lo avevo mai conosciuto, lo avevo visto poco, ma il suo teatro, il suo cinema mi avevano indirettamente dato qualcosa, molto di più di quello che pensassi. Quando penso a Eduardo, mi accorgo di essere soltanto un "cantautore", un attore e un teatrante ciarliero: devo fare ancora tantissima strada...».
Una volta Troisi, unitamente ad Arena e De Caro ebbero l'occasione di incontrare Eduardo al Teatro Giulio Cesare di Roma nel suo camerino, Eduardo si complimentò con loro ma gli disse: "e voi state ancora a Napoli!? Fujtevenne!" in quanto considerava il pubblico napoletano ingrato nei confronti del teatro.
Come Eduardo, Troisi è stato un attore e un autore. La differenza tra i due stava nel fatto che Troisi sembrava sempre mettere in scena sé stesso, mentre il "maestro" era stato genitore e interprete di figure indimenticabili, individualità drammatiche nate dall'incontro tra la realtà e la storia del teatro. I monologhi di Troisi non contengono la compiutezza eduardiana, e nemmeno si interrompono per lasciare spazio al puro intervento mimico-gestuale di Totò. Troisi sperimenta un gesto-parola, cioè un linguaggio dove non è possibile separare perfettamente il detto dal fatto, entrambi viaggiano insieme sul binario dell'incertezza e dell'incompletezza. Per Troisi, Eduardo fu prima di tutto il rifiuto della battuta pronta confezionata, meccanica, che non porta con sé nessun'altra coscienza se non quella del gioco della finzione: «Io ho sempre trovato strano che gli attori, gli americani specialmente, avessero la risposta giusta al momento giusto, senza esitazione. E parlo, ad esempio, di attori come John Wayne. Avendo visto, invece, Eduardo in teatro e soprattutto in televisione a me sembrava quella, la verità: asciugarsi prima il sudore e poi ripetere a uno una cosa che avevi già detto. Quella mi sembrava la realtà di casa mia, dove non parlavamo mai uno per volta».

## Relazioni e collaborazioni
Da metà anni settanta a metà anni ottanta ebbe una longeva relazione con Anna Pavignano, sceneggiatrice di molte delle sue pellicole. Dopo un periodo di pausa la coppia tornò a frequentarsi, ma solo professionalmente. Sul set di Le vie del signore sono finite conobbe Jo Champa, a cui rimase legato per due anni. Negli ultimi anni fu legato sentimentalmente a Clarissa Burt e a Nathalie Caldonazzo; quest'ultima gli fu vicina fino al 1994, anno della sua prematura scomparsa. Anna Falchi, nel 2008, rivelò di aver avuto una relazione segreta con Troisi, presumibilmente all'inizio degli anni novanta, mentre l'attore era già fidanzato, mentre Eleonora Giorgi asserì di avere avuto un flirt con lui nei primi anni '80.
Troisi non si sposò mai e non lasciò figli.
A livello professionale Troisi ebbe numerose collaborazioni artistiche con altri valenti attori, spesso sfociate in grandissime e fraterne amicizie: su tutte quelle con Marco Messeri, Lello Arena, Enzo Decaro, Pino Daniele, Renato Scarpa, Toni Malco, Fiorenza Marchegiani, Pia Velsi, Francesca Neri, Anna Pavignano, Roberto Benigni, Ettore Scola, Marcello Mastroianni, Angelo Orlando, Giuliana De Sio, Carlo Verdone, Massimo Bonetti, Giovanni Benincasa e Alfredo Cozzolino.

## Nella cultura di massa

Troisi sul set di Ricomincio da tre

Secondo un sondaggio del 2009, condotto dal giornale online quinews.it con mille intervistati equamente distribuiti per fasce d'età, sesso e collocazione geografica (nord, centro, sud e isole), Troisi risultava essere il terzo comico italiano più conosciuto e amato, preceduto rispettivamente da Alberto Sordi e Totò. Da una classifica stilata dalla Federazione Italiana Psicologi nel 1997, Troisi risultava essere un mito per la maggior parte dei giovani. I suoi film, molti dei quali rimasti attuali per satira e ironia, sono stati raccolti in collane di VHS e DVD in svariate occasioni e vengono ancora oggi costantemente trasmessi dalla tv italiana o riproposti al cinema, riscuotendo successo anche tra il pubblico più giovane. Inoltre talune sue celebri battute, espressioni-mimiche e gag sono divenute perifrasi entrate nel linguaggio comune.
Negli anni immediatamente precedenti e successivi al disastroso terremoto dell'Irpinia del 1980 e lungo tutto il decennio che ne seguì, Troisi rappresentò un modello per un'intera generazione di giovani napoletani (e non solo) che, intrappolati da un contesto socio-economico che rendeva estremamente difficile l'emancipazione, in primo luogo economica, consumò la sua esistenza o tra il timore di assumere le responsabilità della vita, di uscire da uno stato di perenne adolescenza, o di spezzare ogni cordone ombelicale con il proprio presente. Una gioventù maggioranza silenziosa, un modello meno esportabile rispetto al napoletano tipo prima rappresentato o stereotipato. Troisi dietro il vetro deformante della comicità restituì un'immagine di Napoli, dei napoletani, più vera di quella che emergeva in tante analisi sociologiche o in tante inchieste giornalistiche. E questa immagine veicolava e veicola ancora una denuncia: è un delitto lasciare che tanta gioventù si sprechi lasciandosi andare a una specie di onanismo esistenziale senza apparente via d'uscita. A distanza di anni dai suoi film, il pensiero dell'attore partenopeo è così attuale ed esercita sui giovani d'oggi - che vivono in una società apparentemente trasformata dalla rivoluzione informatica e dai processi della globalizzazione - lo stesso fascino di allora. Per l'anno scolastico 2012-2013, la Biblioteca universitaria di Napoli, nell'ambito della propria attività didattica, propose alle scuole superiori di Napoli e provincia un progetto di studio per ricordare l'attore.
Antonio Ghirelli ha espresso così l'importanza di Troisi nella cultura italiana: «Ha interpretato con grande intelligenza, con istinto straordinario e con notevole finezza culturale un'importante fase di passaggio: dal vecchio comico napoletano, nutrito dalla commedia dell'arte, ambientato in un'atmosfera serena e ingenua, a un tipo moderno, sempre napoletanissimo ma nevrotico, tormentato al di là dell'apparente ironia e allegria [...] Grande come Buster Keaton».
La notorietà di cui Troisi gode in Italia è andata anche oltre i confini nazionali: ad esempio in America, dove la sua ultima pellicola, Il postino, fu accolto con grande entusiasmo. The Washington Times scrisse: «Il postino rappresenta quel trionfo internazionale che Troisi sperava di avere e che non ha fatto in tempo a godersi». The New York Times: «Troisi dà al suo personaggio una verità e una semplicità che significa tutto». L'attore Sean Connery, intervistato negli anni novanta, ha altresì dichiarato che gli sarebbe piaciuto girare un film con l'attore napoletano.

### Tributi

L'opera "Ricominciamo da qui" degli artisti siciliani Rosk&Loste, omaggio a Massimo Troisi e Alighiero Noschese

- Era molto amico di Jennifer Beals: dopo la morte del comico napoletano, per rendergli omaggio, Beals organizzò una retrospettiva con i suoi migliori film al MOMA di New York.
- Nel 1996, a due anni dalla sua morte, a San Giorgio a Cremano è stato istituito in sua memoria il premio Massimo Troisi,[110] mentre nel 2003 gli è stato dedicato un museo[111] e un istituto.[112]
- Nel 1997 gli è stato dedicato, nel quartiere di Trastevere a Roma, il cinema all’interno dell'edificio dell'ex GIL, progettato nel 1933 da Luigi Moretti, inaugurato nel 1937 e precedentemente dedicato a Induno.[113]
- Nel 1998, la canzone Apopse (Απόψε) (CD Láfura (Λάφυρα)), cantata da Melina Kaná con Thanases Papakonstantinou, autore di testo e musica, vi si riferisce: "... Questa notte il mio cuore diventerà una vecchia bicicletta che vuole apparire in cielo, per incontrare Massimo Troisi e dirgli che nel mezzo di una notte la vita cambia. Stanotte la canzone diventerà un abbraccio che accoglierà anche te per quanto tu sia lontano..."
- Sono presenti almeno due tributi a Troisi nel film di Benigni La vita è bella. Uno è quello della scena del teatro dove Benigni cerca di far girare la maestra con la "telepatia" dicendo "voltati, voltati... ", scena ripresa da Ricomincio da tre, film in cui Troisi, in una delle scene iniziali, cerca di far avvicinare un vaso utilizzando la stessa tecnica. Il secondo tributo è la celebre scena in cui Benigni per incontrare la maestra percorre tutto il quartiere in corsa sfinendosi. Sempre in Ricomincio da tre Troisi per incontrare la signorina del manicomio, appena arrivato a Firenze, gira di corsa intorno al palazzo.
- Nel 2008 il cantautore Pino Daniele, storico amico di Troisi, gli ha dedicato il suo cofanetto di successi Ricomincio da 30, uscito nei negozi il 16 maggio 2008. Sul retro del libretto allegato al lavoro discografico si possono leggere le seguenti parole dedicate all'attore scomparso: Caro Massimo questo progetto è dedicato a te. Nu Bacio! Pino.[114]
- Nel 2009 all'attore è stato dedicato il nome della ciclofficina popolare nel centro storico di Napoli.[115]
- Il 5 giugno 2012, Enzo Decaro ha condotto su Rai 1 in prima serata un programma dedicato a Massimo Troisi intitolato Un poeta per amico. Massimo Troisi.[116]
- La Pixar Animation Studios si è ispirata a Massimo Troisi per realizzare le movenze dei personaggi del corto La luna, diretto da Enrico Casarosa.[117]
- Il 19 febbraio 2015, giorno in cui l'attore avrebbe compiuto 62 anni, il comune di San Giorgio a Cremano dedica una casa-museo al suo celebre concittadino, gestita dall'associazione del fratello Luigi. Tra gli oggetti presenti, tutti appartenuti personalmente all'attore, troviamo la bicicletta utilizzata per le riprese de "Il Postino".[118]
- Il 3 ottobre 2017, alla stazione di San Giorgio a Cremano, si è inaugurata l'opera "Ricominciamo da qui", un omaggio a Massimo Troisi e ad un altro famoso comico napoletano, Alighiero Noschese, firmato dagli street artisti siciliani Rosk&Loste. Il titolo è naturalmente ispirato al famoso e primo film diretto da Massimo Troisi "Ricomincio da tre", ambientato proprio nel comune vesuviano, e prospetta una ripresa di coscienza e di amore per l'identità locale. Il progetto della street art in stazione è curato da INWARD per EAV Ente Autonomo Volturno, qui insieme al comune di San Giorgio a Cremano.[119]
- Nel 2019 a Triggiano è stata organizzata una serata tributo a Troisi, organizzata da Piero Bagnardi e I Comisastri.
- Dal 15 al 21 dicembre 2022 arriva sul grande schermo il docufilm, per la regia di Alessandro Bencivenga, Il mio amico Massimo, prodotto da Lucky Red, con la voce narrante di Lello Arena e la partecipazione di Cloris Brosca, Maria Grazia Cucinotta, Pippo Baudo, Carlo Verdone, Nino Frassica, Renzo Arbore, Silvio Orlando, Ficarra e Picone, Clarissa Burt, Alfredo Cozzolino e Gerardo Ferrara, controfigura di Troisi sul set de Il postino.
- Nel 2023 il regista Mario Martone realizza un documentario concepito come omaggio alla vita e alla carriera artistica di Massimo Troisi, Laggiù qualcuno mi ama, premiato ai David di Donatello 2024 come miglior documentario.

## Mini atti unici (sketch)
(Massimo Troisi)
Troisi portò in scena, dagli anni settanta all'inizio degli anni ottanta (periodo in cui passò al cinema) diversi sketch (o come preferiva chiamare mini atti unici), dei quali figurava spesso anche come autore. In tale elenco vengono riportati tutti i titoli degli spettacoli/sketch realizzati.

Con Pino Daniele, a sinistra nella foto, Troisi instaurò una grande amicizia fatta di confidenze e di una profonda empatia,, e culminata in un grande sodalizio artistico, concretizzatosi nelle colonne sonore realizzate da Daniele per i film di Troisi Ricomincio da tre, Le vie del Signore sono finite, Pensavo fosse amore invece era un calesse

- 'E spirete dint' 'a casa 'e Pulcinella (1970) (con Costantino Punzo, Peppe Borrelli e Lello Arena di Antonio Petito)
- Crocifissioni d'oggi (1971) (con il gruppo Rh-Negativo di Massimo Troisi e Peppe Borrelli)
- Si chiama Stellina (1971) (con il gruppo Rh-Negativo di Massimo Troisi)
- Così è (1972) (con il gruppo Rh-Negativo di Massimo Troisi)
- Il cabaret (1977) (con il gruppo La Smorfia di Massimo Troisi, Lello Arena e Enzo Decaro)
- San Gennaro (1977) (con il gruppo La Smorfia di Massimo Troisi, Lello Arena e Enzo Decaro)
- Ketty (1977) (con il gruppo La Smorfia di Massimo Troisi, Lello Arena e Enzo Decaro)
- Tra tutte te (1977) (con il gruppo La Smorfia di Massimo Troisi, Lello Arena e Enzo Decaro)
- Napoli (1977) - monologo (con il gruppo La Smorfia di Massimo Troisi, Lello Arena e Enzo Decaro)
- L'inizio (1979) (con il gruppo La Smorfia di Massimo Troisi, Lello Arena e Enzo Decaro)
- La guerra (1979) (con il gruppo La Smorfia di Massimo Troisi, Lello Arena e Enzo Decaro)
- Natività (1979) (con il gruppo La Smorfia di Massimo Troisi, Lello Arena e Enzo Decaro)
- Angelo e Diavolo (1979) (con il gruppo La Smorfia di Massimo Troisi, Lello Arena e Enzo Decaro)
- L'attore (1979) (con il gruppo La Smorfia di Massimo Troisi, Lello Arena e Enzo Decaro)
- Il basso (1979) (con il gruppo La Smorfia di Massimo Troisi, Lello Arena e Enzo Decaro)
- La favola (1979) (con il gruppo La Smorfia di Massimo Troisi, Lello Arena e Enzo Decaro)
- Dio (1979) - monologo (con il gruppo La Smorfia di Massimo Troisi, Lello Arena e Enzo Decaro)
- II pazzo (1979) - monologo (con il gruppo La Smorfia di Massimo Troisi, Lello Arena e Enzo Decaro)
- II commissario (1979) (con il gruppo La Smorfia di Massimo Troisi, Lello Arena e Enzo Decaro)
- La fine del mondo (1979) (con il gruppo La Smorfia di Massimo Troisi, Lello Arena e Enzo Decaro)
- La sceneggiata (1980) (con il gruppo La Smorfia di Massimo Troisi, Lello Arena e Enzo Decaro)

## Filmografia

Troisi con Massimo Bonetti, alla sua destra, e Marco Messeri sul set del film Le vie del Signore sono finite

Troisi con Marina Vlady, Marcello Mastroianni ed Enrico Lucherini in un'immagine del 1988 durante una pausa della lavorazione del film Splendor nella sala San Carlo ad Arpino

### Attore
- Ricomincio da tre, regia di Massimo Troisi (1981)
- Morto Troisi, viva Troisi!, regia di Massimo Troisi – film TV (1982)
- No grazie, il caffè mi rende nervoso, regia di Lodovico Gasparini (1982)
- Scusate il ritardo, regia di Massimo Troisi (1983)
- "FF.SS." - Cioè: "...che mi hai portato a fare sopra a Posillipo se non mi vuoi più bene?", regia di Renzo Arbore (1983)
- Non ci resta che piangere, regia di Roberto Benigni e Massimo Troisi (1984)
- Hotel Colonial, regia di Cinzia TH Torrini (1987)
- Le vie del Signore sono finite, regia di Massimo Troisi (1987)
- Splendor, regia di Ettore Scola (1989)
- Che ora è, regia di Ettore Scola (1989)
- Il viaggio di Capitan Fracassa, regia di Ettore Scola (1990)
- Pensavo fosse amore... invece era un calesse, regia di Massimo Troisi (1991)
- Il postino, regia di Michael Radford (1994)

### Regista
- Ricomincio da tre (1981)
- Morto Troisi, viva Troisi! – film TV (1982)
- Scusate il ritardo (1983)
- Non ci resta che piangere, regia con Roberto Benigni (1984)
- Le vie del Signore sono finite (1987)
- Pensavo fosse amore... invece era un calesse (1991)
- Il postino, non accreditato (1994)

### Sceneggiatore
- Ricomincio da tre, con Anna Pavignano
- Morto Troisi, viva Troisi!, con Lello Arena ed Anna Pavignano
- No grazie, il caffè mi rende nervoso, con Michael Pergolani
- Scusate il ritardo, con Anna Pavignano
- Non ci resta che piangere, con Roberto Benigni e Giuseppe Bertolucci
- Le vie del Signore sono finite, con Marco Messeri ed Anna Pavignano
- Pensavo fosse amore... invece era un calesse, con Anna Pavignano
- Il postino, con Anna Pavignano, Michael Radford, Furio Scarpelli e Giacomo Scarpelli

## Riconoscimenti
- Premio Oscar

Troisi con la Coppa Volpi per la migliore interpretazione maschile vinta ex aequo con Marcello Mastroianni per il film Che ora è (1989)

  - 1996 – Candidatura al miglior attore per Il postino
  - 1996 – Candidatura alla miglior sceneggiatura non originale per Il postino
- Mostra internazionale d'arte cinematografica di Venezia
  - 1989 – Coppa Volpi per la migliore interpretazione maschile (ex aequo con Marcello Mastroianni) per Che ora è
  - 1989 - Premio Pasinetti per il miglior attore per Che ora è
- David di Donatello
  - 1981 – Miglior film per Ricomincio da tre
  - 1981 – Candidatura alla miglior sceneggiatura per Ricomincio da tre
  - 1981 – Miglior attore protagonista per Ricomincio da tre
  - 1990 – Candidatura al miglior attore protagonista per Che ora è
  - 1995 – Candidatura al miglior attore protagonista per Il postino
- Nastro d'argento
  - 1981 – Miglior regista esordiente per Ricomincio da tre
  - 1981 – Miglior attore esordiente per Ricomincio da tre
  - 1981 – Candidatura a Miglior attore protagonista per Ricomincio da tre
  - 1981 – Miglior soggetto per Ricomincio da tre
  - 1987 - Candidatura a miglior attore non protagonista per Hotel Colonial
  - 1988 – Migliore sceneggiatura per Le vie del Signore sono finite, con Anna Pavignano
  - 1990 - Candidatura a miglior attore protagonista per Che ora è
  - 1992 - Candidatura a miglior sceneggiatura per Pensavo fosse amore... invece era un calesse, con Anna Pavignano
  - 1995 – Nastro d'argento speciale per Il postino
- Ciak d'oro
  - 1990 – Miglior attore protagonista per Che ora è[121]
- Globo d'oro
  - 1981 – Migliore opera prima per Ricomincio da tre
  - 1981 – Miglior attore rivelazione per Ricomincio da tre
  - 1992 - Candidatura a miglior attore per Pensavo fosse amore... invece era un calesse
- Premio Vittorio De Sica
  - 1983 – Riconoscimento del suo contributo nel cinema italiano;[122]
- Screen Actors Guild Awards
  - 1996 – Candidatura al miglior attore cinematografico per Il postino (postumo)
- Targa Mario Gromo
  - 1981 – Miglior attore esordiente per Ricomincio da tre[123]
- Telegatti 1989 – per Che ora è

Gli è stata dedicata una strada a Acilia (RM), la piazza principale di San Giorgio a Cremano (NA), una piazza a Parete (CE) ed una scalinata a Napoli. Gli sono state anche intitolate due Scuole Elementari, una a Roma ed una a Pozzuoli (NA), ed un parco a San Giovanni a Teduccio (NA).

## Onorificenze

### Riconoscimenti accademici
- 2023 – Laurea magistrale Honoris Causa in Discipline della Musica e dello Spettacolo, conferita dall'Università degli Studi di Napoli Federico II[125]